# Epirhyssa araucariae
Epirhyssa araucariae là một loài tò vò trong họ Ichneumonidae.